# Puchar Niemiec w piłce nożnej (1954/1955)
Puchar Niemiec w piłce nożnej mężczyzn 1954/1955 – 12. edycja rozgrywek mających na celu wyłonienie zdobywcy Pucharu Niemiec. Tym razem trofeum wywalczył Karlsruher SC. Finał został rozegrany na Eintracht-Stadion w Brunszwiku.

## Plan rozgrywek
Rozgrywki szczebla centralnego składały się z 5 części:
- Pierwsza runda: 15-22 sierpnia 1954
- Druga runda: 21 września-19 grudnia 1954
- Ćwierćfinał: 28 listopada 1954-2 stycznia 1955
- Półfinał: 7 kwietnia-8 maja 1955
- Finał: 21 maja 1955 roku na Eintracht-Stadion w Brunszwiku

## Pierwsza runda
Mecze rozegrano 15 i 22 sierpnia 1954 roku.
| Drużyna 1              | Wynik      | Drużyna 2            |
| ---------------------- | ---------- | -------------------- |
| FC Schalke 04          | 1:1 (dog.) | Jahn Regensburg      |
| TuRa 1882 Ludwigshafen | 0:1        | FC St. Pauli         |
| Kickers Offenbach      | 6:3        | Hannover 96          |
| Eintracht Frankfurt    | 1:0        | FK Pirmasens         |
| TuS Bremerhaven 1893   | 5:1        | SpVgg Erkenschwick   |
| SG Düren 99            | 2:5        | 1. FC Kaiserslautern |
| 1. FC Köln             | 2:1        | STV Horst-Emscher    |
| BV Union Krefeld       | 4:0        | Eintracht Brunszwik  |
| Hamburger SV           | 5:3 (dog.) | Eintracht Trewir     |
| Spandauer SV           | 1:2        | VfB Lübeck           |
| 1. FC Nürnberg         | 2:0        | TSV Marl-Hüls        |
| Karlsruher SC          | 5:1        | FSV Frankfurt        |
| VfB Stuttgart          | 4:2        | Arminia Hanower      |
| Altona 93              | 3:2        | 1. FC Saarbrücken    |
| Phönix Ludwigshafen    | 0:0 (dog.) | Alemannia Aachen     |
| Tennis Borussia Berlin | 2:4        | FC Schweinfurt 05    |

### Mecze powtórzone
| Drużyna 1        | Wynik | Drużyna 2           |
| ---------------- | ----- | ------------------- |
| Jahn Regensburg  | 3:6   | FC Schalke 04       |
| Alemannia Aachen | 4:0   | Phönix Ludwigshafen |

## Druga runda
Mecze rozegrano od 21 września do 19 grudnia 1954 roku.
| Drużyna 1            | Wynik      | Drużyna 2           |
| -------------------- | ---------- | ------------------- |
| FC Schalke 04        | 1:1 (dog.) | FC Schweinfurt 05   |
| VfB Stuttgart        | 5:1        | VfB Lübeck          |
| FC Altona 93         | 2:1        | Eintracht Frankfurt |
| Karlsruher SC        | 1:0        | 1. FC Nürnberg      |
| TuS Bremerhaven 1893 | 3:1        | Hamburger SV        |
| 1. FC Kaiserslautern | 7:0        | 1. FC Köln          |
| Alemannia Aachen     | 4:2 (dog.) | BV Union Krefeld    |
| Kickers Offenbach    | 2:0        | FC St. Pauli        |

### Mecze powtórzone
| Drużyna 1         | Wynik | Drużyna 2     |
| ----------------- | ----- | ------------- |
| FC Schweinfurt 05 | 0:1   | FC Schalke 04 |

## Ćwierćfinały
Mecze rozegrano od 28 listopada 1954 do 2 stycznia 1955 roku.
| Drużyna 1         | Wynik | Drużyna 2            |
| ----------------- | ----- | -------------------- |
| FC Altona 93      | 2:0   | Alemannia Aachen     |
| VfB Stuttgart     | 2:5   | Karlsruher SC        |
| Kickers Offenbach | 4:1   | 1. FC Kaiserslautern |
| FC Schalke 04     | 2:0   | TuS Bremerhaven 1893 |

## Półfinały
Mecze rozegrano 7 kwietnia i 8 maja 1955 roku.
| Drużyna 1     | Wynik      | Drużyna 2         |
| ------------- | ---------- | ----------------- |
| FC Schalke 04 | 2:1        | Kickers Offenbach |
| FC Altona 93  | 3:3 (dog.) | Karlsruher SC     |

### Mecze powtórzone
| Drużyna 1     | Wynik | Drużyna 2    |
| ------------- | ----- | ------------ |
| Karlsruher SC | 3:0   | FC Altona 93 |

## Finał
| 21 maja 1955 | Karlsruher SC · Kunkel 20' · Sommerlatt 83' · Traub 86' | 3:21:1Raport | FC Schalke 04 · 44', 70' Sadlowski | Eintracht-Stadion, Brunszwik Widzów: 24 000 Sędzia: Werner Treichel (Berlin) |
|              |                                                         |              |                                    |                                                                              |

| KARLSRUHER SC: |   |                     |
|                |   |                     |
| BR             | 1 | Rudi Fischer        |
| OB             |   | Max Fischer         |
| OB             |   | Walter Baureis      |
| PO             |   | Werner Roth         |
| PO             |   | Siegfried Geesemann |
| PO             |   | Herbert Dannenmeier |
| NA             |   | Oswald Traub        |
| NA             |   | Kurt Sommerlatt     |
| NA             |   | Antoine Kohn        |
| NA             |   | Ernst Kunkel        |
| NA             |   | Hans Strittmatter   |
| Trener:        |   |                     |
| Adolf Patek    |   |                     |

| SCHALKE GELSENKIRCHEN: |   |                   |
|                        |   |                   |
| BR                     | 1 | Manfred Orzessek  |
| OB                     |   | Werner Garten     |
| OB                     |   | Günther Brocker   |
| PO                     |   | Hermann Eppenhoff |
| PO                     |   | Walter Zwickhöfer |
| PO                     |   | Erwin Harkener    |
| NA                     |   | Bernhard Klodt    |
| NA                     |   | Otto Laszig       |
| NA                     |   | Helmut Sadlowski  |
| NA                     |   | Manfred Piontek   |
| NA                     |   | Hans Krämer       |
| Trener:                |   |                   |
| Eduard Frühwirth       |   |                   |

| Puchar Niemiec w piłce nożnej 1954–1955 Zwycięzcy |
| ------------------------------------------------- |
| Karlsruher SC 1. Tytuł                            |